# Kulturhaus Babelsberg

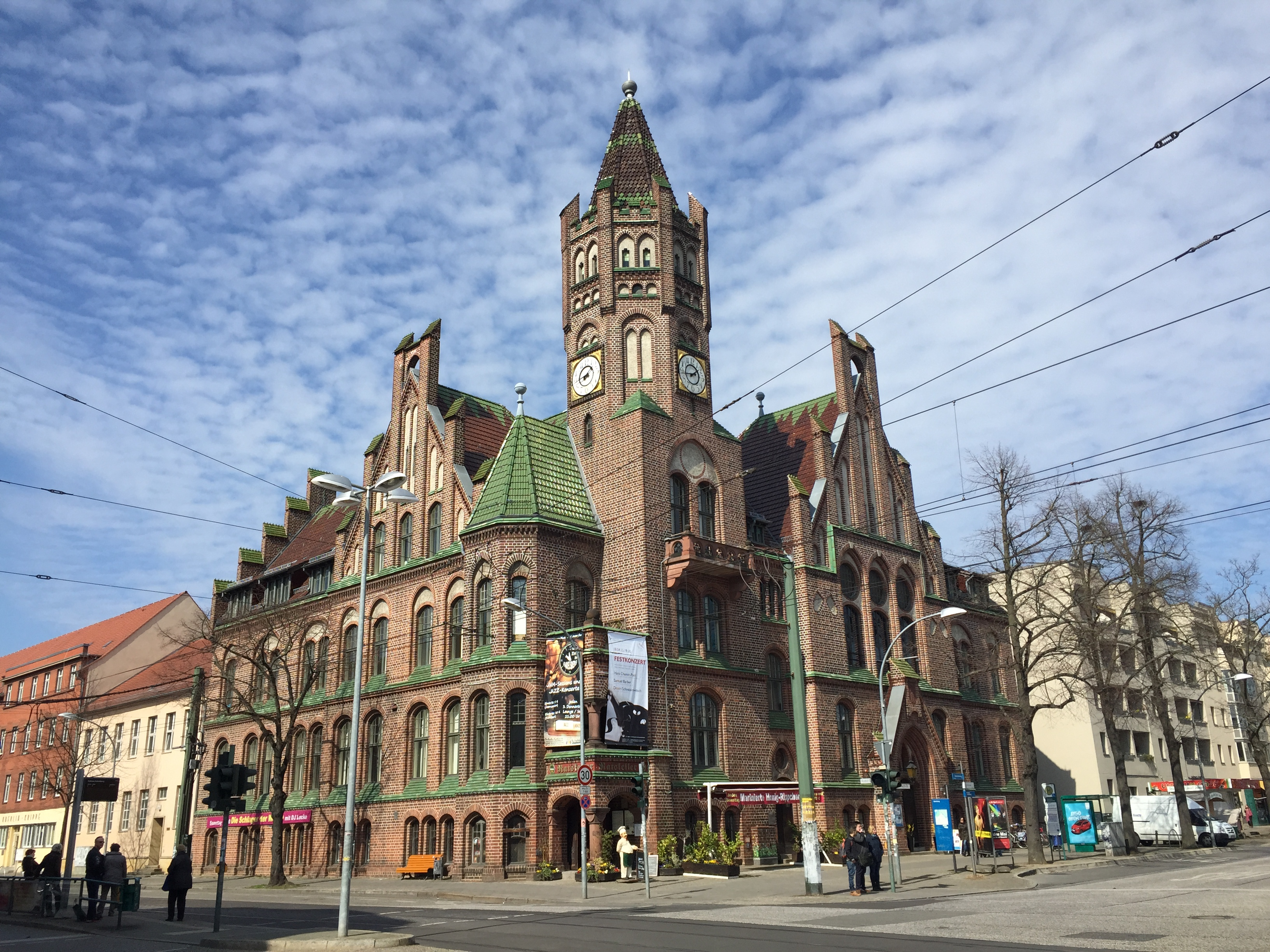
Das heutige Kulturhaus Babelsberg (Foto: André Looft 2015)

Das Kulturhaus Babelsberg befindet sich im ehemaligen Rathaus Babelsberg in Potsdam in der Karl-Liebknecht-Straße 135, an der Kreuzung zur Rudolf-Breitscheid-Straße. Vor dem 1. April 1938 war es als Rathaus Nowawes bekannt.

## Baumerkmale
Es handelt sich um einen dreigeschossigen Ziegelbau, der zwischen 1898 und 1899 von Julius Otto Kerwien in Anlehnung an die mittelalterliche Backsteinarchitektur entstanden ist. Die u. a. mit glasierten Ziegeln und skulptierten Sandsteinelementen reich geschmückten Schaufassaden werden von einem ins Oktogon überführten, die Kreuzung zur Rudolf-Breitscheid-Straße beherrschenden Eckturm überragt.

## Geschichte

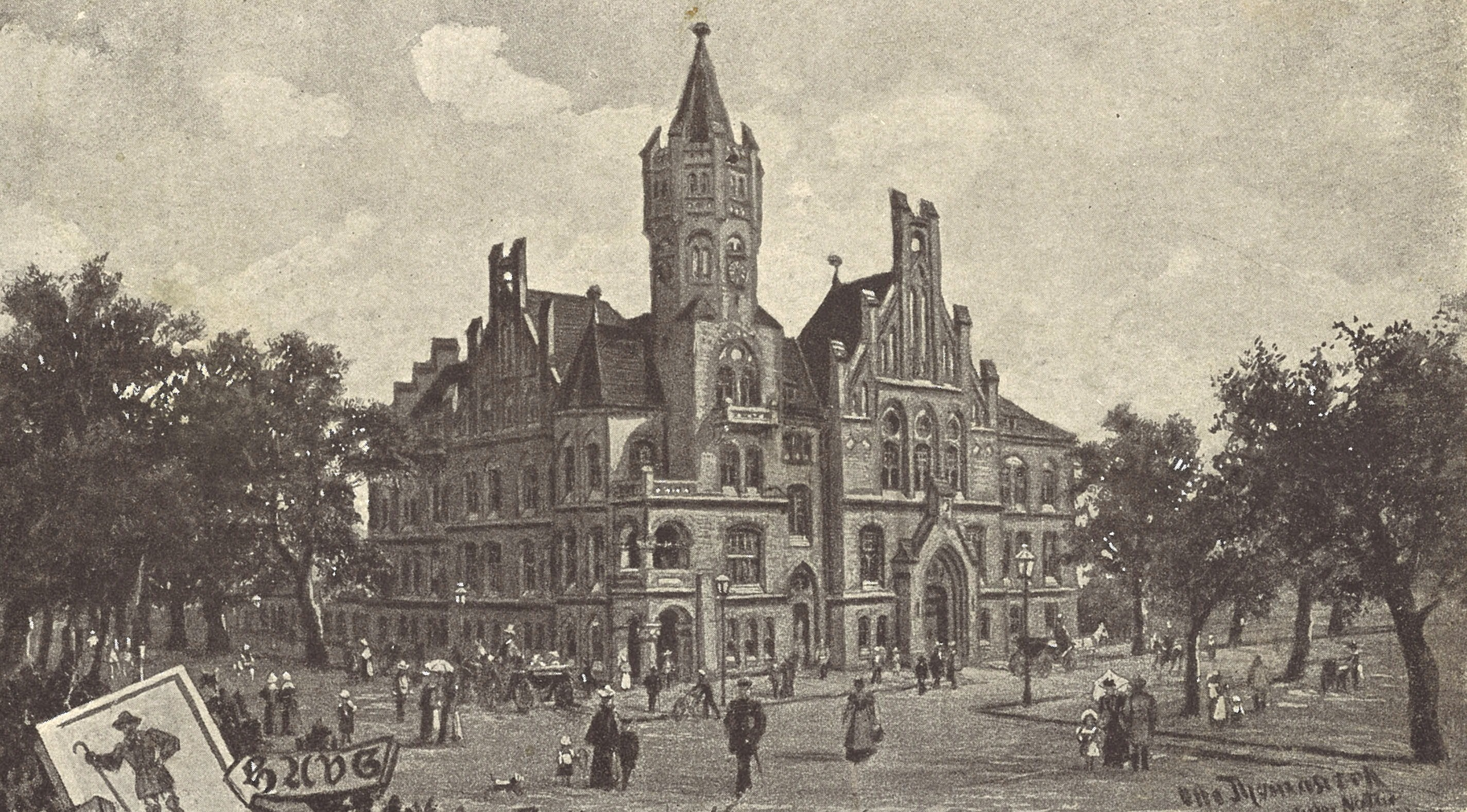
Radierung Rathaus Nowawes um 1900 – Repro Archiv Kulturhaus Babelsberg

Die Gemeindevertretung Nowawes beschloss den Kauf des Grundstücks Priesterstraße/Ecke Lindenstraße (Gasthaus Göhlsdorf) für den Bau eines neuen Gemeindehauses. Im August/September 1898 erhielt der Potsdamer Architekt Julius Otto Kerwien den Bauauftrag und die Erdarbeiten begannen. Im Dezember 1898 fand die feierliche Grundsteinlegung statt. In diesem Zusammenhang wurde ein Dokument mit der Geschichte der Weberkolonie Nowawes versenkt. Am 19. Januar 1900 wurde das Amts- und Gemeindehaus durch den Gemeindevorsteher Ernst Winkelmann und in Anwesenheit des Landrats Ernst von Stubenrauch eingeweiht.
Am 7. April 1907 wurden die Gemeinden Nowawes und Neuendorf unter dem Namen Nowawes vereinigt. Im Januar 1910 zogen die letzten Amtsstuben des alten Neuendorfer Rathauses in das neue Rathaus Nowawes. In den Jahren 1919 bis 1923 waren in den Kellerräumen eine Kinder- und Säuglingsstation und die Stadtdruckerei untergebracht. Am 1. April 1938 wurde Neu-Babelsberg ebenfalls eingemeindet. Die Stadt Nowawes (Stadtrecht seit 1924) wurde in Babelsberg umbenannt. Sie hatte zu dieser Zeit ca. 35.000 Einwohner. Genau ein Jahr später wurde Babelsberg an Potsdam angegliedert und das Rathaus verlor seine Funktion als Verwaltungssitz.
Während des Ersten Weltkriegs wurden Teile des Gebäudes als Reservelazarett genutzt. Des Weiteren befand sich eine Zweigstelle der städtischen Bibliothek im Haus und im ersten Geschoss war eine Filiale der Sparkasse untergebracht. In den 1950er Jahren waren in dem Gebäude unter anderem das Standesamt, eine Zweigstelle des Hygiene- und Gesundheitsamtes sowie weiterhin die Bibliothekszweigstelle untergebracht.

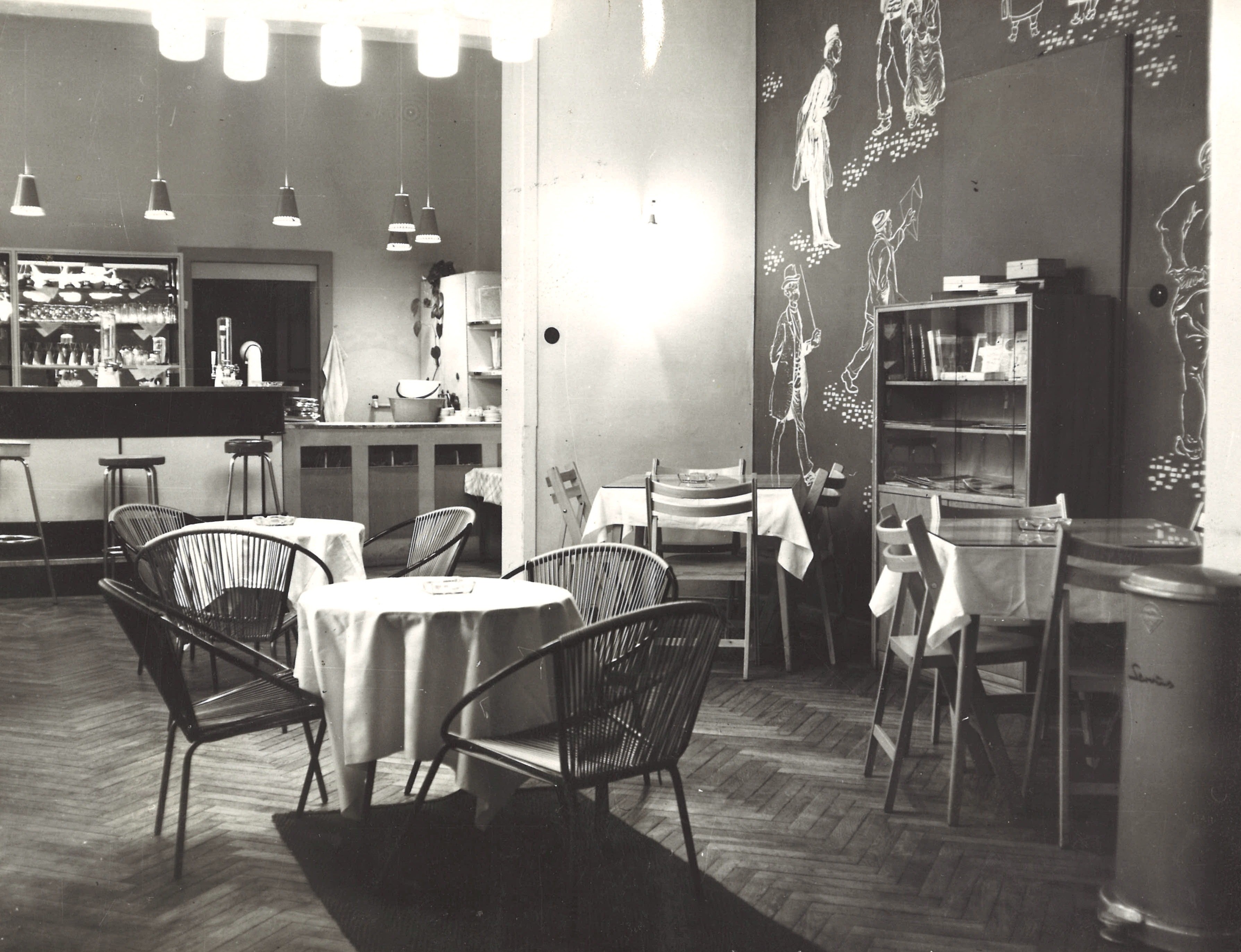
Milchbar in den 1960er Jahren (Foto: Archiv Kulturhaus Babelsberg)

Im Jahr 1956 wurde das Rathaus nach einem Beschluss des Rates der Stadt zum Klubhaus umgestaltet und entwickelte sich in den folgenden Jahren zu einem Kulturstandort des Stadtteils. Im Mai 1974 wurde dem Haus der Name „Herbert Ritter“ verliehen, nach einem 1931 von einem Nationalsozialisten ermordeten kommunistischen Jugendlichen. Die Bemühungen um den Namen Bertolt Brecht waren erfolglos, da die Brecht-Erben ihre Zustimmung verweigerten.
Nach dem Mauerfall verfiel das Haus und mit ihm auch die bisherigen kulturellen Strukturen. In den 1990er Jahren wurde das Haus als Stadtteil-, Kultur- und Bürgerzentrum etabliert. Bis in die Mitte der 1990er Jahre wurden Sanierungsmaßnahmen im Innen- und Außenbereich des Hauses durchgeführt.

## Heute

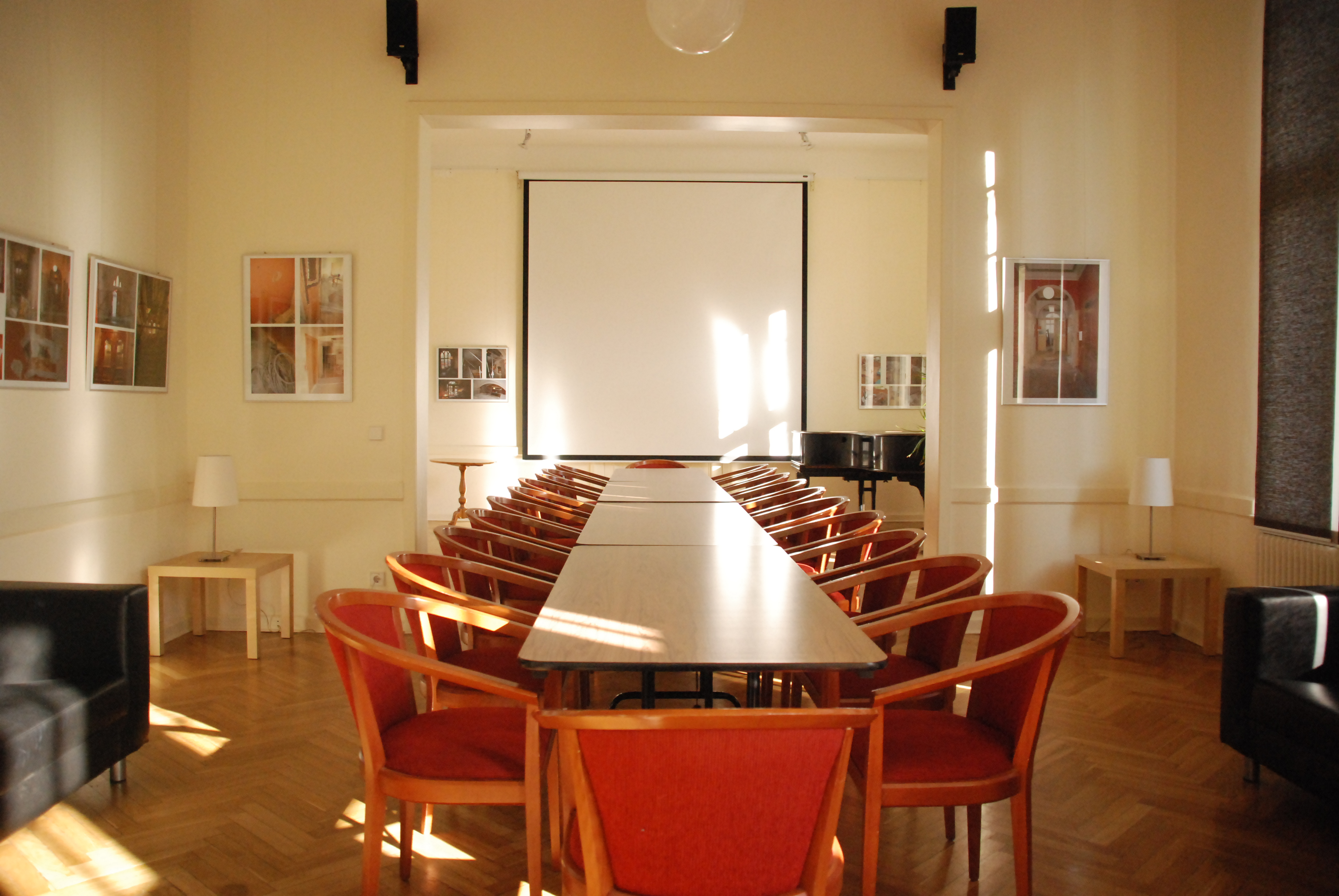
Lounge nach der Sanierung des Hauses 2011 (Foto: André Looft)

Ab dem Sommer 2005 übernahm der AWO Bezirksverband Potsdam e.V. die Trägerschaft des denkmalgeschützten Gebäudes. Es dient seither als Kultur- und Begegnungszentrum für alle Generationen. Neben den Veranstaltungsräumen bietet es Platz für weitere ansässige Vereine und Institutionen. Es befindet sich im 3. Obergeschoss die Kunstschule Potsdam e.V., im zweiten Obergeschoss die Horteinrichtung „AKI“ der AWO Kinder- und Jugendhilfe e.V., im ersten Obergeschoss Probe- und Büroräume des Theaterschiff Potsdam e.V. und das Büro des Förderkreises Böhmisches Dorf Nowawes und Neuendorf e.V. Von April 2010 bis zum Januar 2011 wurde das Kulturhaus Babelsberg mit Geldern aus dem Konjunkturpaket II durch den Sanierungsträger Stadtkontor saniert, dazu gehörten u. a. Brandschutzmaßnahmen, Barrierefreiheit, der Anbau eines Fahrstuhls, Erneuerung des Hofes und der technischen Anlagen. Das Haus musste während der Corona-Pandemie außerhalb eines schmalspurigen Programms und Nothilfeangebote erstmals seit 1956 für viele Monate schließen.

## Kulturelle Angebote
Das Kulturhaus Babelsberg lädt im Normalbetrieb zu verschiedenen Veranstaltungen, Projekten, Kursen und Workshops ein. Sie werden zum einen vom AWO Bezirksverband Potsdam e.V. – als Träger des Hauses – und zum anderen von Vereinen, die als freie Kulturträger im Haus beheimatet sind, durchgeführt. Darüber hinaus besteht auch für Vereine, Initiativ- und Bürgergruppen sowie für Familien und Einzelpersonen die Möglichkeit, Räume zu mieten und Veranstaltungen selbst organisiert durchzuführen.

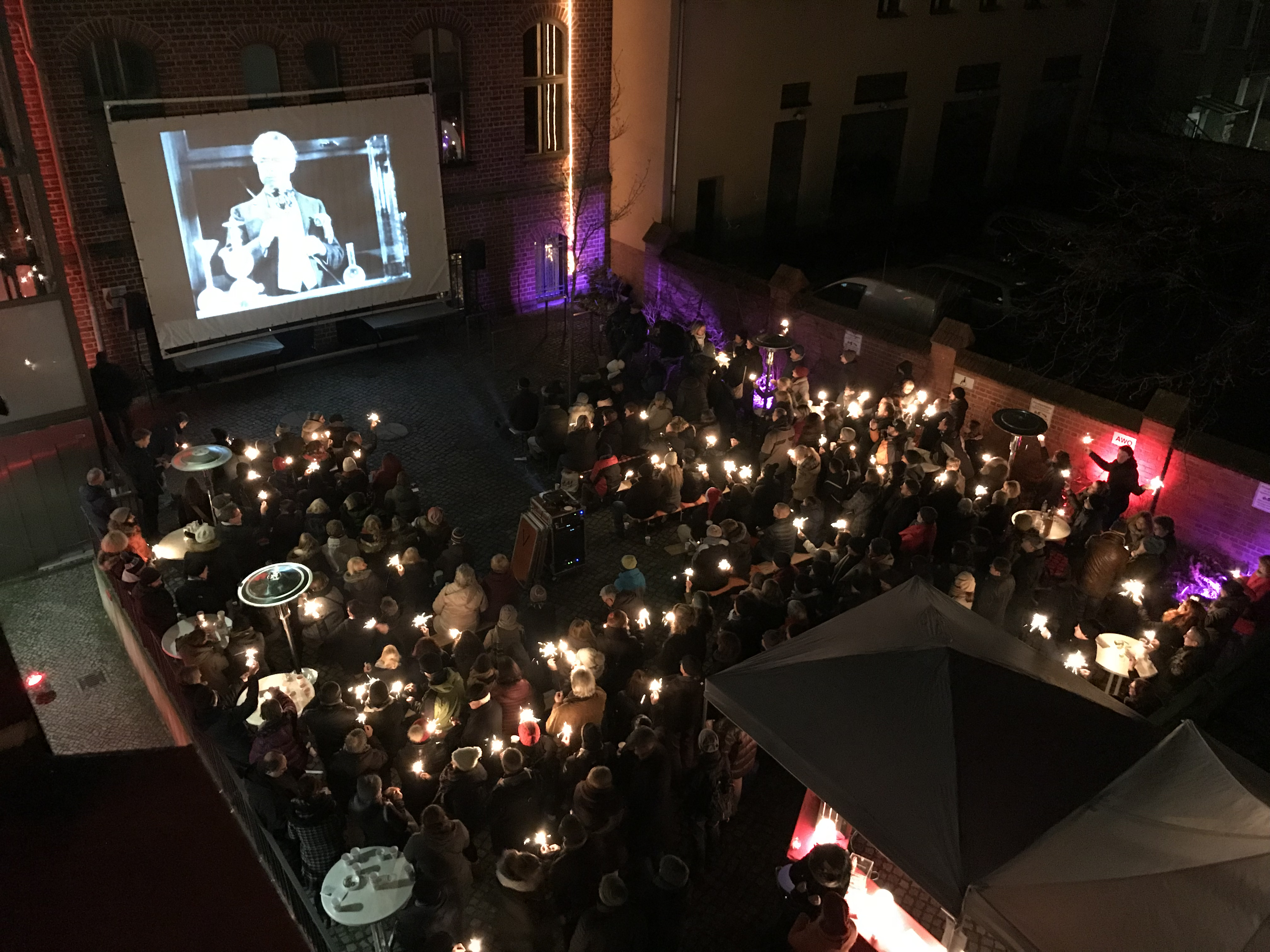
Filmvorführung im Hof des Kulturhauses (Foto: André Looft)

Zum Repertoire gehören traditionsgemäß Konzertveranstaltungen, Puppenspiel, Improtheater, ein Kursprogramm mit Bewegungskursen, Musikunterricht, Computerschule, Theater/Schauspiel, Malen, Zeichnen, Töpfern, Fotografieren, Kochen und vor allem auch Open-Air-Feste und Filmvorführungen.